# Euphorbia minbuensis
Euphorbia minbuensis är en törelväxtart som beskrevs av Andrew Thomas Gage. Euphorbia minbuensis ingår i släktet törlar, och familjen törelväxter.
Artens utbredningsområde är Burma. Inga underarter finns listade i Catalogue of Life.